# Pride of the Marines (1945)
Pride of the Marines (deutsch Der Stolz der Marine) ist ein US-amerikanisches biografisches Kriegsfilmdrama von Delmer Daves aus dem Jahr 1945. In den Hauptrollen sind John Garfield, Eleanor Parker und Dane Clark besetzt. Erzählt wird die Geschichte des Mariners Al Schmid, der im Zweiten Weltkrieg während eines japanischen Angriffs eine heldenhafte Haltung auch dann noch bewahrte, als er von einer Granate geblendet worden war. Das Drehbuch fußt auf dem Buch von Roger Butterfield Al Schmid, Marine, erschienen 1944 in New York.
Eines der Filmplakate warb seinerzeit wie folgt: „A love story born out of the bedrock of the human spirit. The magnificent story of one man und one woman and the love they so thrillingly shared -- incredible because every breathless moment is true!“ (‚Eine Liebesgeschichte, die aus dem Fundament des menschlichen Geistes geboren wurde. Die großartige Geschichte von einem Mann und einer Frau und der Liebe, die sie so aufregend geteilt haben – unglaublich, weil jeder atemlose Moment wahr ist!‘)

## Handlung
Al Schmid, der in Philadelphia als Schweißer arbeitet, hält nicht viel von der Ehe, da er meint, sie koste ihn seine Unabhängigkeit. Seine Einstellung gerät jedoch ins Wanken, als ihm von seinen Freunden Jim und Ella Merchant Ruth Hartley vorgestellt wird. Mit ihr versteht Al sich zwar nicht vom ersten Moment an, beider Interesse aneinander ist jedoch geweckt und so treffen sie sich von nun an öfter. Während eines gemeinsamen Jagdausflugs beeindruckt Ruth Al ziemlich stark.
Nach dem japanischen Angriff auf Pearl Harbor entschließt Al Schmid sich, dem United States Marine Corps beizutreten, sowie es auch Freunde von ihm bereits getan haben. Während eines letzten Dates mit Ruth, wirkt Al auf sie ein, ihn zu vergessen. Als Ruth ihn dann jedoch auf dem Bahnsteig verabschiedet, bevor er in den Krieg zieht, berührt ihn das zutiefst, und spontan steckt er ihr einen Verlobungsring an den Finger und bittet sie, auf ihn zu warten.
Schmid gehört zu den Marines, die am 21. August 1942 auf der Pazifikinsel Guadalcanal in der Schlacht am Tenaru River eingesetzt sind. Al und seine Kameraden sollen verhindern, dass die Japaner ihre Linie durchbrechen. Zusammen mit seinen Freunden Lee Diamond und Johnny Rivers befindet er sich während einer nächtlichen Attacke in einem Schützengraben als der Feind einen besonders schweren Angriff startet. Während Rivers getötet und Diamond schwer verletzt wird, wird Schmid von einem japanischen Soldaten geblendet, der eine Handgranate dicht vor den Schützengraben geworfen hat. Trotz seines Handicaps hält Schmid weitere vier Stunden durch. Mehr als 200 Japaner finden in diesem Zeitraum den Tod.
Dem nun fast blinden Schmid fällt es schwer, von anderen abhängig sein zu müssen. Er hofft, dass eine Operation ihm seine verlorene Sehkraft zurückgeben kann. Der Eingriff bringt jedoch nicht das gewünschte Ergebnis. Da Al nicht will, dass Ruth aus Mitleid bei ihm bleibt, diktiert er Virginia Pfeiffer vom Roten Kreuz einen Brief an Ruth, in dem er die Verlobung aufkündigt. Als Ruth ihn daraufhin am Telefon sprechen will, lehnt er ein Gespräch mit ihr ab. Virginia erzählt der verzweifelten Frau jedoch davon, dass Al so gut wie blind sei und er ihr nicht zumuten wolle, weiter an ihn gebunden zu sein. Sie rät Ruth, Al einfach weiter zu schreiben.
Während seiner Genesungsphase erfährt Al nicht nur von Virginia viel Unterstützung, sondern auch von Menschen, die mit ähnlichen Problemen zu kämpfen haben wie er. In ausführlichen Gesprächen wird Al klar, dass nicht nur er Angst vor einer Zukunft als Behinderter hat. Allerdings ist er nach wie vor von Bitterkeit erfüllt bei der Vorstellung, in Zukunft auf Hilfe angewiesen zu sein. Auch Gespräche von anderen Versehrten, die erzählen, wie ihre Väter nach dem Ersten Weltkrieg behandelt worden seien und bezweifeln, dass für sie mehr getan werde, tragen nicht dazu bei, hoffnungsvoller in die Zukunft zu blicken.
Als Al erfährt, dass ihm und seinem Freund Lee Diamond in seiner Heimatstadt Philadelphia das Marinekreuz für außergewöhnliches Heldentum verliehen werden soll, hadert er damit, dass seine alten Freunde ihn nun so sehen werden. Auf der Zugfahrt nach Hause stutzt Lee ihn zurecht und meint, er sei feige, er selbst werde fast jeden Tag, weil er Jude sei, diskriminiert und müsse sich mit antisemitischen Äußerungen herumschlagen. Obwohl Al Ruth nicht sehen will, ist sie am Bahnhof erschienen und hilft ihm, nach Hause zu kommen, ohne dass er weiß, dass sie in seiner Nähe ist. Obwohl es Heiligabend ist, weigert Al sich dann jedoch, ins Haus zu gehen. Seine Freunde, die Merchants, zeigen ihm jedoch, wie willkommen er ist und tun alles, ihn davon zu überzeugen, dass er bleiben solle. Ruth, die sich inzwischen zu erkennen gegeben hat, erzählt ihm, dass er zurück in seinen alten Job könne, sobald er einen Ausbildungskurs für Blinde besucht habe. Als die Merchants Al dann mit Ruth allein lassen, besteht er erneut darauf, weg zu wollen, zurück ins Hospital. Ruth wird wütend und setzt nun alles daran, ihn von ihrer Liebe zu überzeugen. Dass er blind sei, ändere daran überhaupt nichts.
Am nächsten Tag findet in einer feierlichen Zeremonie die Verleihung es Marinekreuzes statt, zu der natürlich neben vielen anderen auch Ruth und die Merchants erschienen sind. Als man die Veranstaltung gemeinsam verlässt, stellt Al fest, dass er plötzlich wieder helle Farben erkennen, was seine Hoffnung nährt, vielleicht doch wieder sehen zu können.

## Produktion

### Dreharbeiten, Produktionsnotizen
Die Dreharbeiten fanden in Philadelphia im Zeitraum Mitte November 1944 bis Mitte Februar 1945 in Pennsylvania statt, dort in der Hellerman Street, in der Cottman Avenue, in der St. Leo’s Church, auf der Werft Philadelphia Naval Shipyard, in der Fillmore Street, in der Tulip Street, im Zentralbahnhof Philadelphia 30th Street Station und an weiteren Orten. Gedreht wurde zudem im San Diego Naval Hospital in San Diego. Der Arbeitstitel des Films lautete: This Love of Ours.
Die Filmbauten lagen in der Hand von Leo K. Kuter und Max Parker. Für die Kostüme war Milo Anderson zuständig.

### Hintergrund
Das Lux Radio Theatre strahlte am Jahresende 1945 eine sechzigminütige Radio-Adaption des Films aus, in der John Garfield, Dane Clark und Eleanor Parker in ihren Filmrollen zu hören waren. Vom Academy Award Theatre wurde Mitte Juni 1946 eine dreißigminütige Adaption des Films veröffentlicht. John Garfield war auch hier in seiner angestammten Rolle präsent.
John Garfield, der das Projekt auch initiierte, nachdem er etwas über Al Schmid gelesen hatte, traf mit diesem bereits während dessen Rehabilitationsmaßnahmen zusammen. Nachdem feststand, dass er ihn im Film verkörpern sollte, lebte der Schauspieler mehrere Wochen bei den Schmids und freundete sich mit Al und dessen Frau an. Er verbrachte auch einige Zeit im San Diego Naval Hospital, um sich darüber zu informieren, wie Soldaten mit tatsächlicher Blindheit umgehen.
Ann Doran wurde für den Film von Paramount ausgeliehen. Der Kameramann Sol Polito ersetzte Peverell Marley in der Zeit als in ein grippaler Infekt zu einer Pause zwang. In einem Artikel der Saturday Evening Post vom 12. Januar 1946 bezeichnete John Garfield die Rolle des Al Schmid als eine Lieblingsfilmrolle. Der für sein Drehbuch oscarnominierte Schriftsteller Albert Maltz, landete in der McCarthy-Ära auf der sogenannten Schwarzen Liste. Maltz Karriere wurde durch das Komitee für unamerikanische Umtriebe für einige Jahre unterbrochen und auch Garfields Karriere als Schauspieler wurde unterbrochen, da er sich weigerte, gegen Kollegen auszusagen. Es gab seinerzeit viele Menschen, die der HUAC zuschrieben, dazu beigetragen zu haben, dass der Schauspieler mit nur 39 Jahren an Herzversagen starb.

### Soundtrack
Bei der von Franz Waxman komponierten Filmmusik trat Leo F. Forbstein als musikalischer Leiter in Erscheinung, während Leonid Raab für das Orchester-Arrangement zuständig war.
- Auld Lang Syne (1788), traditionelles schottisches Volkslied,
Text: Robert Burns, gesungen von allen am Silvesterabend
- In the Evening by the Moonlight (1878) von James Allen Bland,
gesungen von Patienten im Aufenthaltsraum des Krankenhauses
- Old Black Joe (1853), komponiert von Stephen Collins Foster,
gesungen von Patienten in der Reha
- U.S. Marine Corps Hymn (1868), auch bekannt unter The Marines’ Hymn,
Musik: Jacques Offenbach aus dessen Opéra bouffe Geneviève de Brabant, erklingt während des Films mehrmals
- It Came Upon a Midnight Clear (1850), Musik: Richard Storrs Willis, Text: Edmund Hamilton Sears
- Semper Fidelis (Marsch) (1888), Musik: John Philip Sousa, gespielt während der Medaillenverleihung
- 4. Sinfonie in e-Moll, op. 98: Letzte Sinfonie (1885), Musik: Johannes Brahms,
gespielt im Radio als der Kriegseintritt der USA angekündigt wird
- America the Beautiful (1882), Musik: Samuel A. Ward, Text: Katharine Lee Bates,
gespielt während Lee im Hospital das Ergebnis einer Diskussion zusammenfasst

### Veröffentlichung
Die Erstaufführung des Films fand am 7. August 1945 in den Vereinigten Staaten statt, an diesem Tag erfolgte die Premiere in New York. Am 24. August 1945 lief der Film allgemein in den Vereinigten Staaten an. In Mexiko kam der am 21. März 1946 in die Kinos, in Schweden am 29. April 1946 und in Finnland am 23. August 1946. Im belgischen Brüssel war er erstmals am 13. Februar 1948 zu sehen und in Portugal am 20. April 1948. In Frankreich wurde der Film am 1. September 1971 veröffentlicht. Eine weitere Veröffentlichung erfolgte in Argentinien, Brasilien, Griechenland, Ungarn, Italien, Polen, in der Sowjetunion, in Spanien und im Vereinigten Königreich sowie im ehemaligen Jugoslawien. Eine deutsch synchronisierte Fassung wurde nicht erstellt. Der Film wurde in Deutschland nicht veröffentlicht.

## Al Schmid, Unterschiede Buch vs. Film
Wie im Film auch dargestellt, war Al Schmid ein Schweißer, der dadurch berühmt wurde, dass er in der Schlacht von Guadalcanal 200 japanische Soldaten während eines Nachtangriffs tötete. Als er am frühen Morgen von einer Granate geblendet wurde, weigerte er sich trotzdem, seine Position aufzugeben und kämpfte weiter, indem ihm ein verwundeter Soldat sagte, wohin er seine Waffe richten solle. In einem in der Zeitschrift Time erschienenen Artikel vom 3. September 1945 hieß es, dass Schmid zu dieser Zeit mit seiner Frau und seinem einjährigen Sohn in Philadelphia gelebt habe. Dem Artikel zufolge habe er seine Zeit damit verbracht, Briefe an seine Freunde zu tippen, Musik von Bing Crosby zu hören und zu angeln. Sein Sehvermögen beschränkte sich auf die Wahrnehmung heller Farben und sich bewegender Objekte.
Der erste Teil des Films unterscheidet sich fast vollständig von dem Buch. Die Bowlingszene ist erfunden, die Datumsszene spielte sich anders ab. Der mittlere Teil des Films hält sich ziemlich genau ans Buch. Es gab Kommunikationsprobleme zwischen Al und Ruth, als er sich im Hospital befand, allerdings ist das dramatische Ende eher der Phantasie entsprungen und wird im Buch anders erzählt.

## Rezeption

### Kritik
Bosley Crowther befasste sich im August 1945 in der New York Times mit dem Film. Er schrieb, das lebenswichtige und heikle Thema der Rehabilitation von Verwundeten – ein Thema, das für Zivilisten und Soldaten heutzutage weitreichende Auswirkungen habe – werde in dem aktuellen Film mit ungewöhnlichem Mitgefühl, Verständnis und Würde sowie mit menschlichem Interesse behandelt. Die Geschichte des Marine Sgt. Al Schmid sei eine hervorragende Dokumentation einer dramatischen Krise im Leben eines Helden. Es sei nicht die blutige Begegnung am Tenaru, die die Krise im Film ausmache, obwohl sie in einem meisterhaft authentischen Stil visuell nachgestellt worden sei. Es sei der monatelange und von Furcht erfüllte Kampf des Helden, seine Nerven wiederzugewinnen und sich der Aussicht zu stellen, blind durchs weitere Leben zu gehen. Die junge Liebe, die sich in friedlicher Atmosphäre entwickelt habe, werde durch diese persönliche Tragödie auf eine harte Probe gestellt. Der im Titel erwähnte Stolz beziehe sich in diesem Fall auf den Stolz eines ehrlichen Mannes an sich selbst. Crowther sprach von einer bemerkenswert natürlichen Inszenierung von Warner Brothers, die der Geschichte Integrität verleihe. Er lobte auch die von Albert Maltz verfassten Dialoge, die mit zu den besten auf der Kinoleinwand gehören würden. Die Aufführung sei uneingeschränkt exzellent. John Garfield leiste hervorragende Arbeit als Schmid, frech und selbstständig und voller Ruhe und Stolz. Eleanor Parker nutze die Gelegenheit, die Schönheit eines starken Mädchengeistes in die Rolle von Ruth Hartley zu übertragen und Dane Clark spiele ebenso eindringlich wie sein Kumpel. Nur zu sagen, der Film sei wirklich überraschend unterhaltsam, reiche nicht aus. Er sei inspirierend und beredt hinsichtlich der Qualität des menschlichen Mutes, den Millionen heute aufbringen müssten.
Craig Butler nahm sich des Filmes auf der Seite All Movie an und schrieb, dies sei ein mitreißendes, kraftvolles und schlagkräftiges Drama aus dem Zweiten Weltkrieg. Genaugenommen handele es sich allerdings eher um ein Nachkriegsdrama, da der größte Teil des Films die Rückkehr eines verwundeten Soldaten ins zivile Leben thematisiere. Der Film sei unbestreitbar auch patriotisch und scheue sich nicht, einige ernste, harte Fragen zu stellen und den Krieg nicht als ein großes Abenteuer darzustellen. Die packende Kampfsequenz im Film verherrliche den Krieg nicht, wie es viele ähnliche Filme täten. Gelobt wurde das starke Drehbuch, von dem der Film profitiere und das von Delmer Daves in die richtige Richtung gelenkt werde. Der Film profitiere auch von seiner großartigen Besetzung, angeführt von John Garfield in einer Darstellung, die immer den richtigen Ton treffe. Es sei Garfields beste und kraftvollste Leistung und extrem intensiv. Unterstützt werde er sehr gut von Eleanor Parker und Dane Clark, die ihre Rollen ebenfalls nahezu perfekt spielten. Pride of the Marines sei ein besonders schöner Film.
Nicht ganz so positiv war die Bewertung bei Nighthawknews.wordpress wo es hieß, dies sei kein großartiger Film, aber am oberen Ende von drei Sternen, ein solider Film mit einem soliden Drehbuch und einer guten Leistung von John Garfield. Es tue nicht weh, dass der Held Garfields geheimnisvolles Charisma habe und Eleanor Parker so schön sei, denn dies sei ein Hollywood-Film und die Helden könnten nicht so durchschnittlich aussehen, wie die tatsächlichen Schmids.
Derek Winnert meinte, die solide Produktion von Warner Bros und die beeindruckende Schauspielkunst von insbesondere John Garfield, Eleanor Parker Dane Clark, Ann Doran und John Ridgely, machten einen eher simplen, unrealistischen Umgang mit einer Tendenz zu unbeholfenem Patriotismus wett. Trotz einiger Fehler, sei dies immer noch ein oft fesselndes Drama.
Bei Filmfanatic.org ist man der Meinung, Delmer Daves habe diesen kraftvollen (Anti)Kriegsfilm einfühlsam inszeniert mit John Garfield in einer seiner besten Hauptrollen. Trotz gelegentlicher, zu patriotischer Scherze (zu erwarten zum Zeitpunkt der Veröffentlichung des Films), sei dieser fein agierende, wenig gesehene Film für alle Filmfanatiker einen Blick wert.
Auf der Seite The Stop Button war die Rede davon, dass der Film enttäusche. Er habe zwar eine Menge Potenzial, zumindest was die Besetzung angehe, sei aber nie besonders gut. Garfield sei einigermaßen sympathisch, aber nicht so gut wie sonst. Maltz habe dessen Dialoge so geschrieben, als sei er noch nicht erwachsen. Auch später im Film gebe er den handelnden Personen keinen Text, der sich anhöre, als hätten sie etwas zu sagen, was total konträr zur Meinung des Kritikers Bosley Crowther ist. Während des ersten Teil des Films habe Pride of the Marines  eine Menge zu bieten, was Daves mit seiner ehrgeizigen Regiearbeit unterstreiche. Während der Kriegsszenen biete J. Peverell Marley eine hervorragende Fotografie und auch die Musik von Franz Waxman sei ausgezeichnet. Diese Szenen seien die besten im Film. Gelobt wurde die großartige Leistung von Dane Clark.
Auf der Seite der USCCB hieß es, unter der Regie von Delmer Daves entwickle sich die Filmhandlung nach dem Vorbild eines herkömmlichen Tränenfängers. Die sympathische Besetzung trage aber dazu bei, die Unsicherheiten der Charaktere menschlich überzeugend zu präsentieren, ebenso wie Kriegsgewalt und ihre qualvollen Folgen.

### Auszeichnung
Albert Maltz war 1946 in der Kategorie „Bestes adaptiertes Drehbuch“ für einen Oscar nominiert, den er jedoch Charles Brackett und Billy Wilder und dem Filmdrama Das verlorene Wochenende überlassen musste.